# Маркус Фогт
Маркус Фогт (26 жовтня 1962, м. Фрайбург) — німецький католицький богослов і професор соціальної-суспільної етики на Університеті Людвіга-Максиміліана в Мюнхені.

## Життєпис

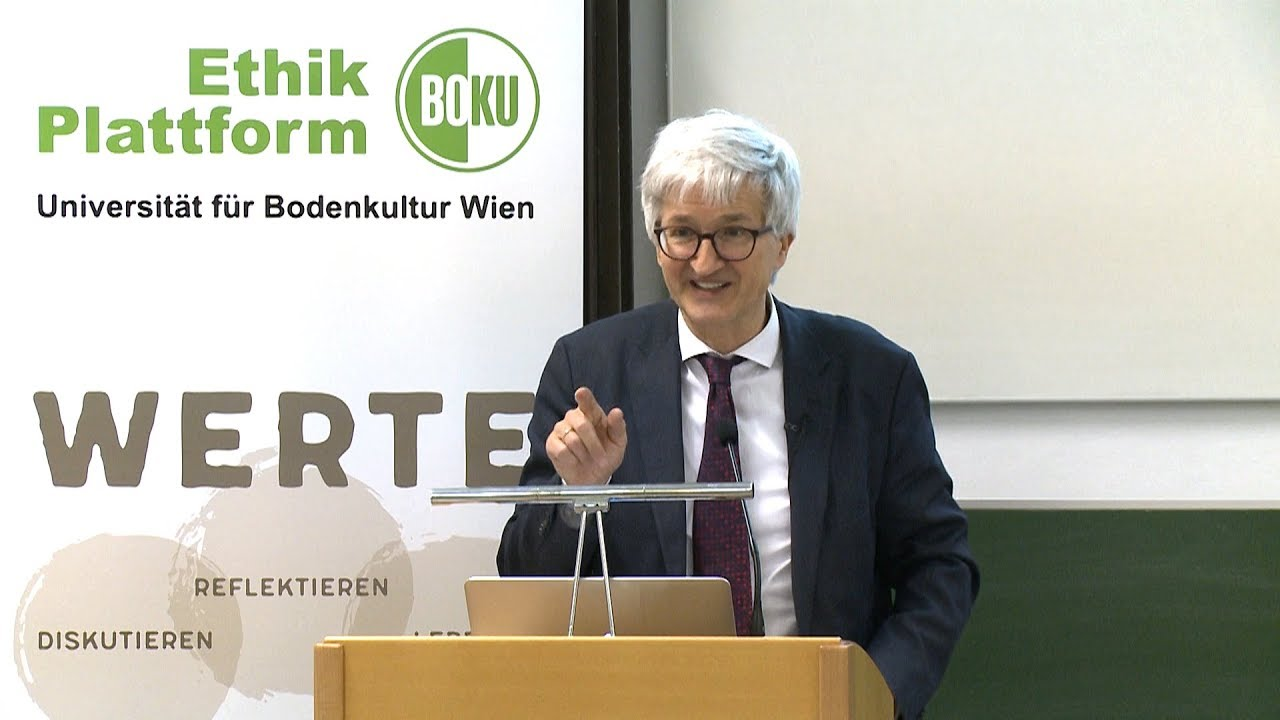
Проф. Др. Маркус Фогт / LMU Мюнхен

Маркус Фогт вивчав теологію та філософію у Мюнхені, Єрусалимі та Люцерні. Фогт внук англіста Теодора Спіра (1885—1961, Кенігсберзький університет), відстороненого від своєї посади за часів націонал-соціалізму на підставі своїх політичних і релігійних переконань. Племінник класичного філолога Андреаса Спіра (1929-2004, Майнцький університет))  [Архівовано 12 липня 2018 у Wayback Machine.], а також брат латиніста Грегора Фогта-Спіра (* 1956, Марбург) [Архівовано 12 липня 2018 у Wayback Machine.] і професора Маттиас Теодор Фогт вченого в сфері культурної політики і автора численних культурологічних досліджень факторів, що впливають на зміцнення демократичного потенціалу в Європі. Фогт написав свою докторську дисертацію на тему: «Соціальний дарвінізм» в Мюнхені під проводом одного з найвідрміших німецьких дослідників соціальної-соціальної етики проф. др. Вільгельма Корффа. Дисертація була опублікована в 1997 році під назвою «Соціальний дарвінізм. Наукові теорії, політичні та богословсько-етичні аспекти теорії еволюції» у всесвітньо відомому німецькому видавництві Гердер-Ферлаг. Свою габілітаційну працю на тему: «Принцип сталого розвитку». Схема з богословсько-етичної точки зору" написав під керівництквом проф. др. Ганса Мюнка [Архівовано 12 липня 2018 у Wayback Machine.] в Люцерні і у 2009 році опублікована в Мюнхені в видавництві «Oekom-Verlag».
З 1992 до 1995 р. був членом експертної ради з питань довкілля при німецькому федеративному уряді. З 1995 р. він був радником робочої групи з екологічних питань VI Комісії німецької єпископської конференції. З 1998 по 2007 рр. Фогт був професором християнської соціальної етики при філософсько-богословськогому Університеті Дона Боско в Бенедиктбоєрн (Баварія) та головою клірингового центру «Церква і довкілля». 
З 2011 року Маркус Фогт проводить науково-дослідницьку роботу в «Центрі довкілля та розвитку суспільства Рейчел Карсон» при мюнхенському університеті ім. Людвіга-Максиміліана, де він є представником робочої групи з християнської соціальної-суспільної етики у німецькомовному середовищі.
Маркус Фогт одружений і має трьох дітей.

## Праця
Науково Фогт фокусується на філософських засадах соціально-етичних принципів а також екологічної та бізнес етики. Своїми науковими працями він вніс свій вклад до християнської соціальної етики наголошуючи на важливості охорони довкілля та сформулював новий соціально-етичний принцип сталого розвитку або принцип стійкості.
У 2017 році він отримав у Ватикані від голови журі Райнхарда Кардинала Маркса та президента Фонду Домінго Сугренас Бікель Міжнародну премію Папського фонду «Centesimus Annus Pro Pontifice» за його працю «Принцип стійкості». Схема з богословсько-етичної точки зору. 12 червня 2018 року Фогт був нагороджений "Баварською державною медаллю за видатний внесок для збереження довкілля"

## Членство в наукових, політичних та церковних комісіях та комітетах
- Секретар Асоціації соціальних-суспільних етиків в німецькомовному середовищі
- Старший науковий співробітник Рейчел Карсон центру міжнародної екологічної історії (з 2010 року)
- Співредактор журналу Amos International. Творення справедливого суспільства (з 2009 року)
- Член Центру етичної компетенції при мюнхенському університеті ім. Людвіга-Максиміліана (з 2007 року)
- Єпархіальна Рада Мюнхенсько-Фрайзінської Архієпархії
- Justitia et Pax Німеччина (робоча група «Світова економіка та сільськогосподарська торгівля»)
- Завідувач відділу охорони довкілля при єпископській конференції Європи (1999—2008)
- Робоча група «Економіка і Церква» в Конфедерації католиків-підприємців
- Робоча група «Наука та теологія» Католицької академії в Баварії

## Наукові праці (деякі)
- Prinzip Nachhaltigkeit. Ein Entwurf aus theologisch-ethischer Perspektive (Hochschulschriften zur Nachhaltigkeit 39), München: oekom, 2009 [3. Aufl. München 2013].
- Wo steht die Umweltethik? Argumentationsmuster im Wandel (Beiträge zur sozialwissenschaftlichen Nachhaltigkeitsforschung, Band 5), Marburg: Metropolis 2013 (Herausgeber).
- Die Moral der Energiewende. Risikowahrnehmung im Wandel am Beispiel der Kernenergie, Stuttgart: Kohlhammer, 2014 (Herausgeber).
- Theologie der Sozialethik (Quaestiones Disputatae), Freiburg: Herder, 2013 (Herausgeber).
- Naturverständnis in der Moderne: Zwischen Wertvorstellungen und Weltbildern Politische Ökologie 99
- Soziale Marktwirtschaft im Anspruch des Aristotelischen Gerechtigkeitsmodells (Kirche und Gesellschaft, hrsg. von der Katholischen Sozialwissenschaftlichen Zentralstelle Mönchengladbach; Nr. 391), J. P. Bachem Medien, Köln 2012, ISBN 978-3-7616-2585-9.
- Werden Tschernobyl und Fukushima Wendepunkte für die Bewertung der Kernenergie? [Архівовано 28 лютого 2016 у Wayback Machine.] (Mai 2011, pdf, 13 Seiten; 151 kB)